# Леруа-Гуран, Андре
Андре Леруа-Гуран, фр. André Leroi-Gourhan (25 августа 1911 — 19 февраля 1986) — французский археолог, палеонтолог, палеоантрополог и антрополог. Интересовался проблемами доисторической технологии и эстетики, а также философской рефлексией.

## Биография
Воспитывался бабушкой и дедушкой. В возрасте 14 лет бросил среднюю школу и стал работать в магазине и библиотеке. В последующем он всегда подчеркивал, что был самоучкой и независим от различных школ и направлений. Поступив в университет в 1931 году, Леруа-Гуран получил степень по русскому языку. В следующем году — по китайскому языку и по гуманитарным наукам. В 1945 году защитил диссертацию по этнологии. В 1954 г. защитил докторскую диссертацию по археологии Северной Океании под руководством Марселя Мосса. Начиная с 1933 г. занимал различные должности в музеях мира, включая Британский музей, Музей человека, музеи Японии. В период оккупации Франции, 1940—1944, работал в Музее Гиме. В 1944 г. направлен в замок Валансе для разбора работ, эвакуированных из Лувра, включая Венеру Милосскую и Нику Самофракийскую. Также участвовал в Движении Сопротивления, за что ему впоследствии вручили Военный крест, Медаль Сопротивления и Орден Почётного легиона. В 1956 г. сменил Марселя Гриоля в Сорбонне, в 1969—1982 был профессором в Коллеж де Франс. В 1973 г. получил Золотую медаль Национального центра научных исследований.

## Взгляды
В книге «Человек и материя», L’Homme et la matière (1943), Леруа-Гуран предлагает концепцию «технических тенденций», то есть универсальной технической динамики, которая существует независимо от этнических групп, которые, тем не менее, являются единственными формами, через которые реализуются (конкретизируются) эти тенденции. Конкретизацию технической тенденции в конкретном этносе он называет «техническим фактом».
В книге «Среда и технологии», Milieu et techniques (1945) он развивает далее свои взгляды в общую теорию взаимоотношений между техническим (универсальная тенденция) и этническим (частная, дифференцированная конкретизация). По мнению Леруа-Гурана, человеческая группа ведёт себя как живой организм, ассимилирует свою окружающую среду через «занавес объектов», то есть технологии.

## Теория эволюции
Важнейшую роль в понимании Леруа-Гураном человеческой эволюции играла концепция того, что переход к хождению на двух ногах освободил руки для хватания, лицо — для мимики и речи, и таким образом, развитие коры головного мозга, технологий и речи были следствием прямохождения. Отличие человека от животных, с этой точки зрения, состоит в том, что орудия и технологии представляют собой третий вид памяти (в дополнение к генетической памяти, содержащейся в ДНК, и индивидуальной памяти, заложенной в нервной системе), а следовательно, они представляют собой новую форму предвкушения нового, или программирования. Антропогенез, по Леруа-Гурану, соответствует техногенезу. Ввёл понятие операционной цепи. В Советском Союзе философия Леруа-Гурана подвергалась официальной критике.

## Сочинения

### На французском языке
- L’Homme et la matière (Paris: Albin Michel, 1943).
- Milieu et techniques (Paris: Albin Michel, 1945).
- Le geste et la parole, 2 vols. (Paris: Albin Michel, 1964-65).
- Les religions de la Préhistoire (Paris: PUF, 1964).
- Préhistoire de l’art occidental (Paris: Mazenod, 1965).

### Переводы на английский языки
- Prehistoric Man (New York: Philosophical Library, 1957).
- Treasures of Prehistoric Art (New York: Harry N. Abrams, 1967).
- The Dawn of European Art: An Introduction to Palaeolithic Cave Painting (Cambridge: Cambridge University Press, 1982).
- Gesture and Speech (Cambridge, Massachusetts & London: MIT Press, 1993).